# FSB (Geheimdienst)

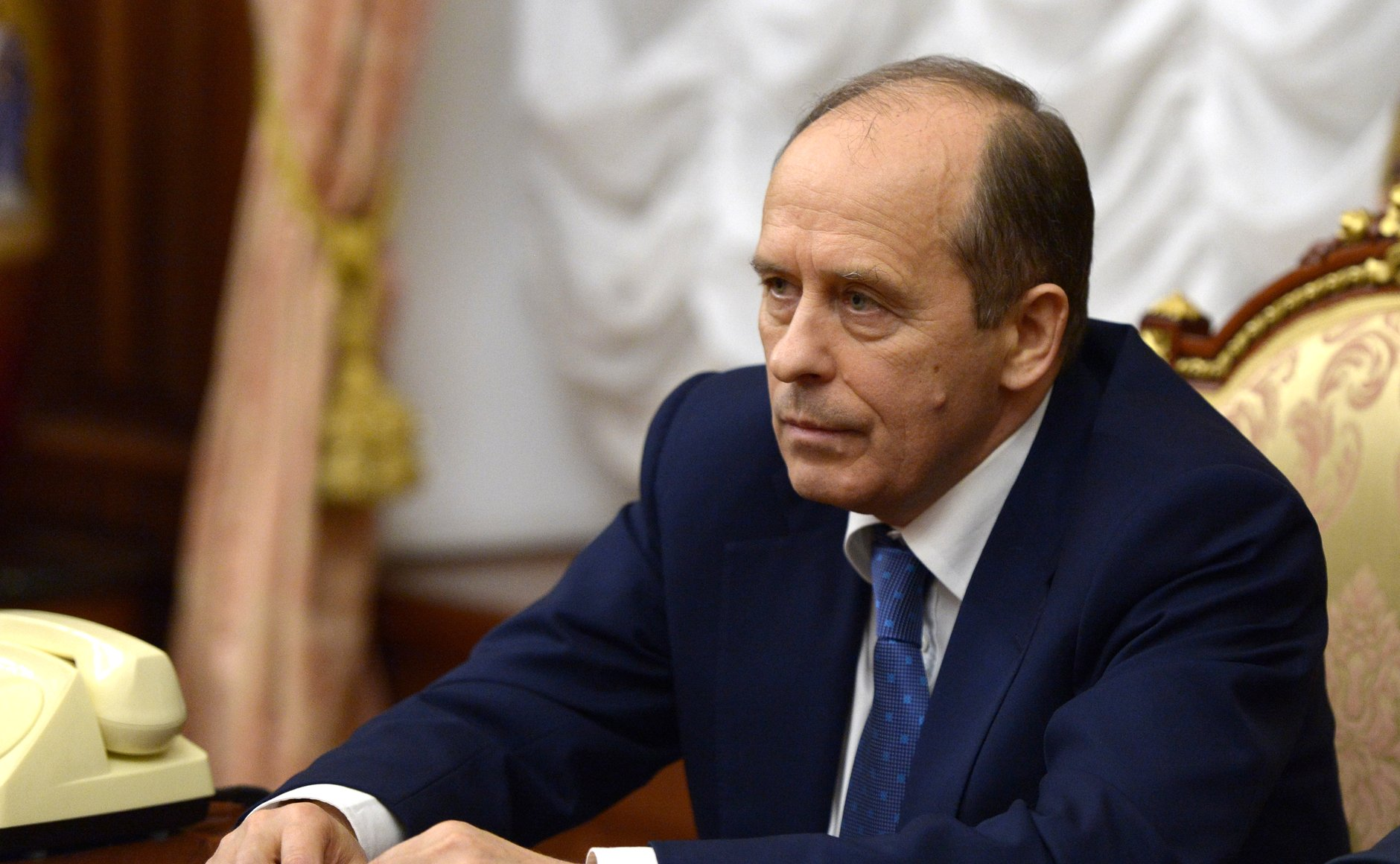
Aktueller Leiter des FSB Alexander Bortnikow 2015

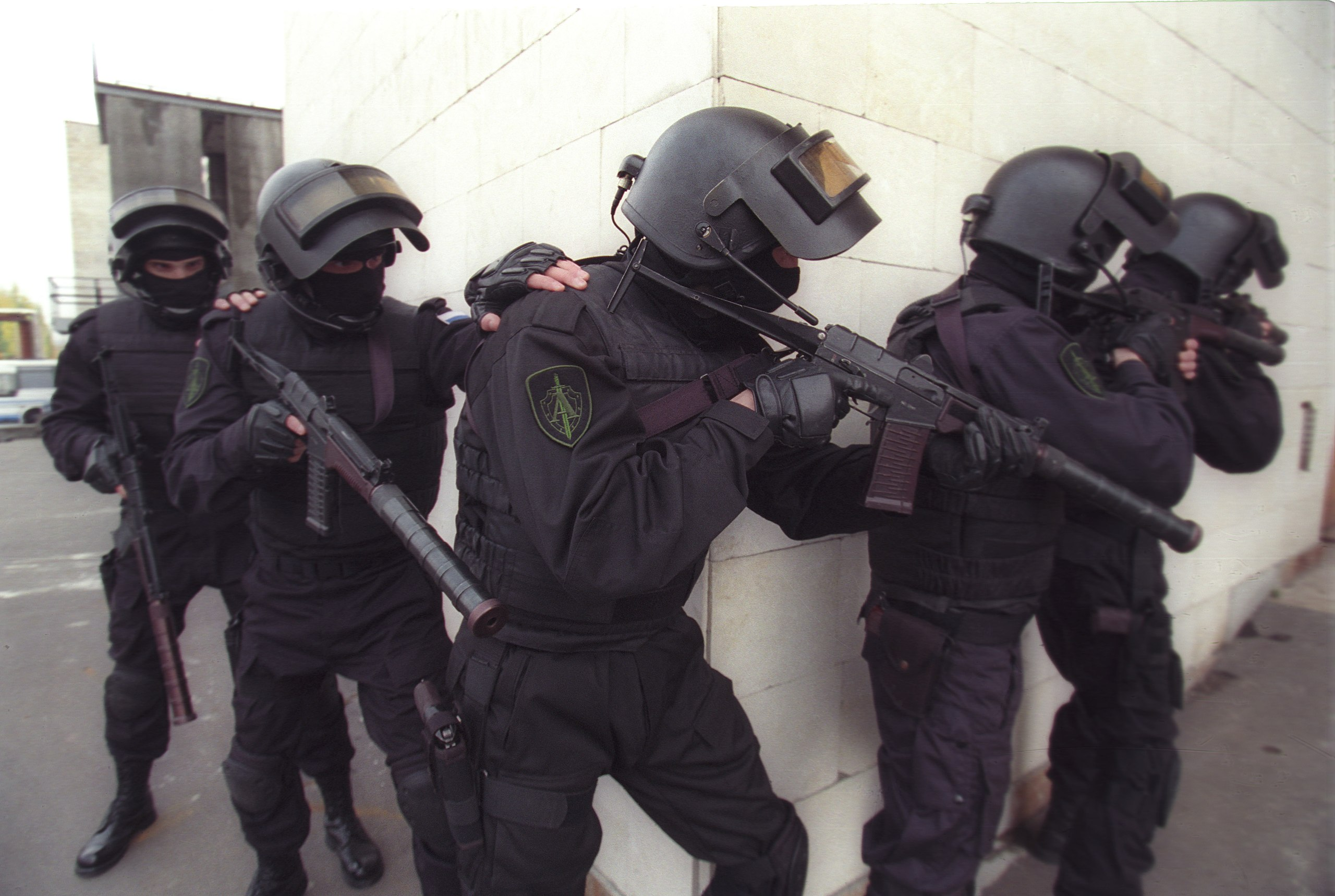
ALFA (Spezialeinheit) des FSB

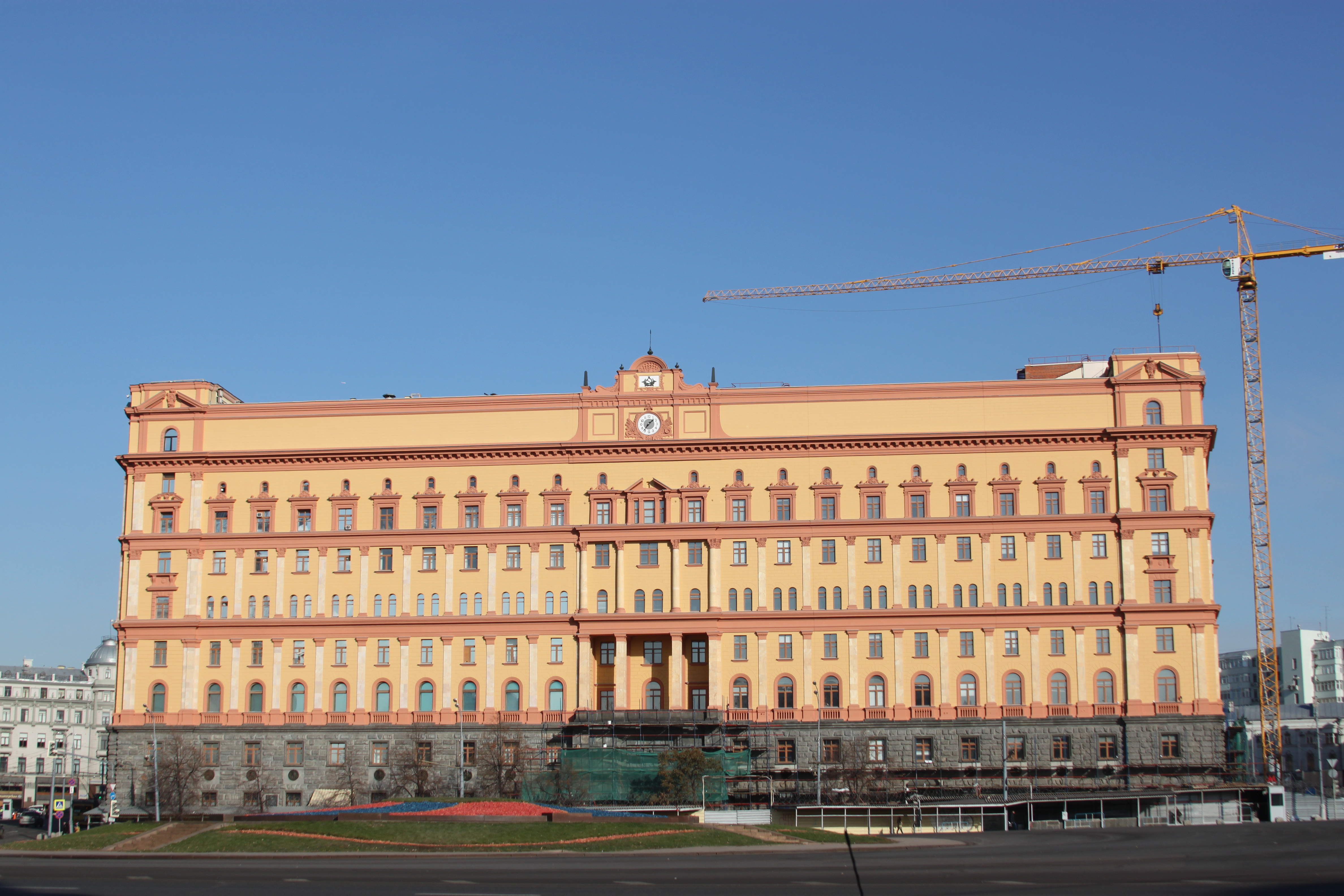
Hauptquartier des FSB

Der FSB ist Inlandsgeheimdienst und Geheimpolizei der Russischen Föderation. Der russische Name Федеральная служба безопасности Российской Федерации Federalnaja sluschba besopasnosti Rossijskoi Federazii (ФСБ) bedeutet „Föderaler Dienst für Sicherheit der Russischen Föderation“.
Dem FSB untersteht – mit Ausnahme der Auslandsspionage und des Föderalen Schutzdienstes – die gesamte Infrastruktur des früheren KGB (Komitee für Staatssicherheit). Seine Aufgaben erstrecken sich vor allem auf den Staatsschutz, die Inlandsspionage und den Grenzdienst. Hauptsitz des FSB ist Moskau.
Er verfügt über die Spezialeinheiten ALFA und Wympel, ihm unterstehen die paramilitärischen Grenztruppen Russlands.

## Geschichte
Der FSB hat überwiegend die Strukturen des KGB übernommen, mit der Konzentration auf Inlandsaufgaben und Ausgliederung großer Teile der Auslandsaufklärung zum Auslandsgeheimdienst SWR. Wie der sowjetische KGB sich auf die gesamte Sowjetunion erstreckte, ist jedoch auch der FSB auf dem Gebiet ehemaliger Sowjetrepubliken tätig und insofern kein reiner Inlandsgeheimdienst. Zentraler Sitz des Dienstes ist die Lubjanka.

### 1991: MSB – Interrepublikanischer Sicherheitsdienst
Am 28. November 1991 unterschrieb Michail Gorbatschow in seiner Funktion als Präsident der Sowjetunion den Ukas „Über die Bestätigung der zeitweiligen Lage im Interrepublikanischen Sicherheitsdienst – MSB“ (Об утверждении Временного положения о Межреспубликанской службе безопасности – МСБ).

### 1991–1993: MB – Ministerium für Sicherheit
Am 19. Dezember 1991 unterzeichnete der russische Präsident Boris Jelzin eine Anweisung zur Gründung des Ministeriums für Sicherheit der Russischen Föderation – MB (Министерство безопасности Российской Федерации – МБ). Die korrekte Bezeichnung in der Langform ist „Ministerium für Sicherheit und innere Angelegenheiten der Russischen Föderation“ – MBWD (Министерство безопасности и внутренних дел РФ – МБВД).
Am 14. Januar 1992 annullierte das Verfassungsgericht der Russischen Föderation diese Anweisung wegen Nichtübereinstimmung mit der russischen Verfassung. Am 24. Januar wurde die Anweisung dann in endgültiger Form erlassen und trat in Kraft.
Nach der Auflösung der Sowjetunion am 25. Dezember 1991 gründete Jelzin einen eigenen russischen Geheimdienst, der den existierenden sowjetischen Geheimdienst KGB beerbte. Er kämpfte in den Monaten vor der Auflösung der Sowjetunion auf russischer Seite gegen Gorbatschow, der die Interessen der Sowjetunion vertrat und letztendlich unterlag. Bereits im Juni 1991 hatte Jelzin die erste Präsidentschaftswahl Russlands gewonnen.

### 1993–1995: FSK – Föderaler Dienst für Gegenaufklärung
Am 21. Dezember 1993 unterschrieb Jelzin die Anweisung für die Auflösung des Ministeriums für Sicherheit (MB) und die Bildung des Föderalen Dienstes für Gegenaufklärung (Федеральна служба контрразведки – ФСК) – FSK. Der Dienst arbeitete mit dieser Bezeichnung von 1993 bis 1995 als Nachfolger des MB.
Im August 1994 vereinbarten BND-Leiter Bernd Schmidbauer und der damalige FSK-Chef Sergei Stepaschin zusammenzuarbeiten.
1996 bat der FSK in einem Schreiben an das deutsche Justizministerium um Rechtshilfe im Zusammenhang mit dem Münchner Plutoniumschmuggel vom August 1994. Der FSK gab zu, dass die beschlagnahmten 363 Gramm Plutonium aus Obninsk, dem ältesten Kernkraftwerk der Welt (seit 1954), 80 Kilometer südwestlich von Moskau stammten.

### Seit 1995: FSB – Föderaler Sicherheitsdienst
Am 3. April 1995 unterschrieb Jelzin das „Gesetz über die Organe des Föderalen Sicherheitsdienstes der Russischen Föderation“ (Закон об органах Федеральной службы безопасности в Российской Федерации) – FSB. Der FSB wurde somit zum Nachfolger des „Gegenspionage-Dienstes“ FSK.
Das Gesetz beschreibt die drei Hauptaufgaben des FSB:
- Spionageabwehr (Paragraph 9)
- Bekämpfung der Kriminalität (Paragraph 10)
- Spionage/Aufklärung (Paragraph 11)

Die häufige Umbenennung der Geheimdienste hat schon seit 1918 in Russland eine lange Tradition und war mit dem stetigen Umbau der Organisationsstrukturen verbunden.
Ende Dezember 2007 berichtete der FSB, dass der britische Auslandsgeheimdienst Secret Intelligence Service (MI6) den ehemaligen russischen Geheimdienstler Wjatscheslaw Scharkow angeworben und mit der Beschaffung von Geheimdaten beauftragt hat. Scharkow habe sich allerdings im Juni 2007 freiwillig dem FSB gestellt und vier weitere MI6-Agenten enttarnt.
Im Juli 2010 unterzeichnete der russische Präsident Dmitri Anatoljewitsch Medwedew ein Gesetz zur Ausweitung des Mandats des FSB. Es reicht nun ein Verdacht auf ein mögliches Verbrechen, damit der FSB gegen Bürger ermitteln kann. Die Menschenrechtsbeauftragte der Regierung Ella Pamfilowa erklärte einen Tag nach Inkrafttreten des Gesetzes ihren Rücktritt. Sie hatte Medwedew aufgefordert, die Rechte des FSB nicht zu erweitern.
Im Zuge des russischen Angriffs auf die Ukraine wurden auf Geheiß Wladimir Putins im Frühjahr 2022 mindestens etwa 150 Mitarbeiter der für Spionage in ehemaligen Sowjetstaaten zuständigen Direktion entlassen oder inhaftiert. War der Leiter jener Direktion, Sergei Beseda, im März 2022 noch unter Hausarrest gestellt worden, wurde er April 2022 in das Lefortowo-Gefängnis inhaftiert. Auch von innerhalb des FSB gelangte massive Kritik an „Kollegen, die Putin mit gefälligen Informationen in den Ukrainekrieg ziehen ließen“ nach außen.

#### URPO
Seit 1996 besteht eine Sonderabteilung im FSB, genannt Uprawlenije Rasrabotki Prestupnych Organisazi (URPO), deutsch: Direktion zur Infiltration krimineller Organisationen. Die Aufgabe dieser Sonderabteilung besteht darin, in kriminelle Strukturen einzudringen und die führenden Köpfe zu ermitteln. Die Abteilung hat eine Mannschaftsstärke von etwa 150.

#### RISS
Das Russische Institut für Strategische Studien (RISS) gilt als Denkfabrik des FSB. Seit 2009 untersteht es der Verwaltung des Russischen Präsidenten.

#### Institut für Kriminalistik
Laut Recherchen mehrerer Medien unter Führung von Bellingcat ist das Institut für Kriminalistik des FSB für Anschläge auf Aktivisten und Politiker verantwortlich.

## Abteilungen

### 1. Spionageabwehr

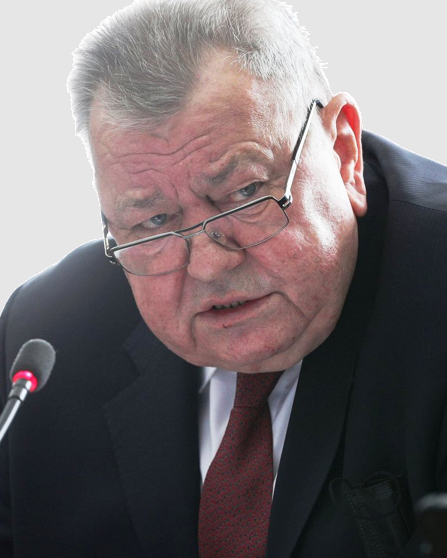
Oleg Siromolotow

Leitung: General der Armee Oleg Wladimirowitsch Siromolotow (russisch: Оле́г Влади́мирович Сыромо́лотов), wurde am 18. Dezember 1993 Generalmajor der russischen Armee, war stellvertretender Direktor des FSB (vom 12. Juli 2000 bis Juli 2004), war Sicherheitschef der Olympischen Winterspiele 2014 in Sotschi. Stellvertreter: Mukola Sajzew.

### 2. Dienst zum Schutz der verfassungsgemäßen Ordnung und zur Terrorismusbekämpfung
Leiter: Alexei Sedow (vor ihm A. Bragina)
Die Abteilung umfasst die Aufklärung staatsfeindlicher, extremistischer, terroristischer und generell politischer Aktivitäten im Inland, die vom Kreml als Bedrohung für die gegenwärtige politische Ordnung gesehen werden. Das beinhaltet auch den Kampf gegen Protestbewegungen, Oppositionelle werden von ihr oft wegen Verletzung von Gesetzen gegen den Extremismus belangt. Gleichfalls ist sie zuständig für Ermittlungen gegen ethnische Gruppen innerhalb des organisierten Verbrechens. Sie betreibt ferner Aufklärung und Spionageabwehr im Bildungs- und Kulturbereich, im religiösen Bereich, im Gesundheitssystem und generell in nicht-ökonomischen Organisationen.
Alexander Nawalny und seine Rechercheure warfen ihrem Leiter Sedow vor, große Reichtümer zu besitzen, darunter ein Anwesen in Moskau im Werte von 16 Millionen US-Dollar.

### 3. Spionageabwehr in den Streitkräften
Leiter: Nikolai Juriew
Die Abteilung DWKR (Department Wojeinnoi Konttraswedki) ist für militärische Gegenspionage zuständig und übt über diesen Zusammenhang hinausgehend eine Kontrollfunktion über das Militär aus. Sie gilt als personalstark und dem Regime loyal ergeben, ihre Aktivitäten haben seit Beginn der Invasion in der Ukraine 2022 stark zugenommen und umfassen Teilnahme an militärischen und polizeilichen Maßnahmen in den besetzten Gebieten wie auch Aktivitäten in Russland selbst, wo Mitte 2024 ein Vize-Verteidigungsminister und mehrere Generäle vom FSB unter Beschuldigungen der Korruption verhaftet wurden, was als Machtdemonstration und Warnung gegenüber der Armee interpretiert wird. Eine gleichartige Kontrollfunktion übt die Abteilung über die Nationalgarde aus.
Offiziere des DWKR sind auch in Botschaften in NATO-Staaten eingesetzt, ihr Aufgabenfeld dort ist unklar. Die Abteilung sichert russisches Militär im Ausland, Angehörige von ihr sind auch innerhalb des GRU, des Auslandsdienstes SWR, der Nationalgarde, des FSO und der militärischen Einheiten des Katastrophenschutzes tätig. Untereinheiten der Abteilung sind in die Strukturen und Einheiten des Militärs eingebettet, darunter die Hauptquartiere der Militärdistrikte. Der DWKR hat Zugang zu sämtlichen Personalakten von Militärangehörigen, dies erleichtert das Anwerben von Mitarbeitern und Informanten. Offiziere des DWKR arbeiten oft unerkannt in anderen Verwendungen in den überwachten Strukturen und Organisationen.

### 4. Dienst zum Schutz der Sicherheit der Wirtschaft
Leiter: Juri Jakowlew (ehemaliger erster Stellvertreter), Leiter der Abteilung „P“. Bis 13.05.08 General der Armee Alexander Bortnikow

### 5. Dienst für operative Informationen und internationale Beziehungen DPI
Ehemaliger Analyse-, Prognose- und strategischer Planungsdienst, ist heute beauftragt, Geheimdienstoperationen auf dem Territorium der ehemaligen UdSSR durchzuführen.

Leiter: Sergei Beseda (seit 2009), (zeitweilig verhaftet), Wiktor Iwanowitsch Komogorow (auch Präsident des Dynamo-Sportklubs).
Der FSB ist kein reiner Inlandsgeheimdienst, sondern er blieb nach dem Zusammenbruch der UdSSR für die Gebiete früherer Sowjetrepubliken zuständig, darunter die Ukraine. Seine zuständige Fünfte Direktion war für die schweren Fehleinschätzungen zu Anfang der Invasion 2022 mitverantwortlich, was zu (zeitweiligen) Strafmaßnahmen gegen FSB-Offiziere führte. Ziel der Aktivitäten in den ehemaligen Sowjetrepubliken ist die Beeinflussung dortiger Eliten und die Förderung russlandfreundlicher Akteure.
Nach der Euromaidan-Revolution tauchten Beamte des 5. Dienstes in Belarus, Moldawien und Abchasien auf. Ihre Hauptaufgabe dort war nicht die klassische Spionage, sondern die Unterstützung kremlfreundlicher Kandidaten bei den Kommunalwahlen, und war damit an der Auslösung des Kriegs im Donbas. Für den DPI stellte die Ukraine die Priorität des gesamten postsowjetischen Raumes dar.
Im März 2022 berichtete der Journalist Andrei Soldatow über die Festnahme Besedas und seines Stellvertreters Anatoli Boluch, vermutlich weil er Putin über die Bereitschaft der Ukrainer, „die Befreier willkommen zu heißen“, in die Irre geführt hatte. Der 5. Dienst war dafür verantwortlich, Wladimir Putin am Vorabend der Invasion mit Informationen über die politischen Ereignisse in der Ukraine zu versorgen. Zunächst wurden Beseda und sein Stellvertreter unter Hausarrest gestellt. Ihm wird auch die Unterschlagung von Geldern vorgeworfen, die für die Separatisten bestimmt und für Operationen bereitgestellt waren. Im April berichtete The Times of London, dass Beseda in das Lefortowo-Gefängnis verlegt worden war.
Allerdings wurde Beseda nach einiger Zeit wieder auf seinem alten Posten eingesetzt, Putin kann es sich vermutlich nicht leisten auf die Mitarbeit des FSB in der Ukraine zu verzichten. Die Arbeitsweise des FSB in der Ukraine hat sich deutlich verschärft, der Dienst ist in den besetzten Gebieten nun Repressionsorgan und betreibt Filtrationslager, in denen – wie in den FSB-Gefängnissen Russlands – zahlreiche Ukrainer gefangen sind. Vermutlich sind zigtausende durch dieses System gegangen, Ziel ist weniger sie dort festzuhalten, als unter ihnen geeignete Personen zu identifizieren und unter Druck zur Arbeit für den FSB zu bewegen. Repression und Aufklärung gehen so wie zu den Zeiten Stalins ineinander über. Aus den über Russland verteilten FSB-Büros und aus allen – nicht allein den zuständigen – Abteilungen werden Mitarbeiter regelmäßig für mehrere Monate für Einsätze in die Ukraine abkommandiert. Es lässt sich vermuten, dass die Radikalisierung und Militarisierung der Arbeit des FSB von Dauer sein wird.

### 6. Organisations- und Personalarbeit
Leiter: Generaloberst E. N. Lowirew, ehemaliger Leiter Generalmajor Eugene Solowiow

### 7. Support-Service
Leiter: Generaloberst Mychajlo Schekina, Generaloberst Serhiy Shyshyn, Erster Stellvertreter N. K. Nowikow

### Kontrolldienst
Leiter: Jurij Ignatschtschenko, Oleksandr Iwanowitsch Schdanko (ernannter Rechnungsprüfer der Rechnungskammer)
Inspektionsabteilung: Erster stellvertretender Chef Sergij Machrowskij

## FSB-Staat

### Staatsterrorismus
Der FSB wird, genauso wie der Militärgeheimdienst GRU, mit zahlreichen staatsterroristischen Attentaten in Verbindung gebracht. Dazu zählen etwa die Sprengstoffanschläge auf Moskauer Wohnhäuser 1999, die Vergiftung von Alexander Litwinenko mit 210Polonium 2006 in London, sowie der Giftanschlag auf Alexei Nawalny 2020 mit dem Nervenkampfstoff Nowitschok. Weitere Vergiftungen mit involvierten FSB-Agenten betrafen den Dichter Dmitri Bykow 2019 und den Politiker Wladimir Kara-Mursa bereits 2015 und 2017.
Im Januar 2019 schrieb Mark Galeotti, der russische Staat vermische für seine „Arbeit im Dunkeln“ im Ausland seine Dienste mit Kriminellen.

### Korruption und „FSBisierung“ des Staates
Der FSB hat mittlerweile, ähnlich wie der KGB während der Sowjetära, eine zentrale Stellung unter den staatlichen Organen. Vor allem seit dem Amtsantritt von Wladimir Putin, selbst ehemaliger FSB-Direktor, erhalten der FSB und andere Nachrichtendienste wieder mehr Gewicht. So ernannte Putin seinen langjährigen Vertrauten Nikolai Platonowitsch Patruschew zum Chef des FSB und unterstellte ihn direkt ihm als Präsidenten.
Durch verschiedene Reformen wurden der FSB und sein Einfluss im Staat kontinuierlich ausgebaut. Beispielsweise wurden die Grenztruppen und die Föderale Agentur für Regierungskommunikation und -information (FAPSI) größtenteils in den FSB integriert. In der Folgezeit platzierte Putin mindestens 150 ehemalige KGB- bzw. FSB-Kader in wichtige politische und ökonomische Bereiche. Dazu gehören die Russische Präsidialverwaltung, die als einträgliche Einnahmequelle geltenden föderalen Zolldienste, der Sicherheitsrat und noch andere Regierungsposten.
Verbindungen zum FSB haben auch der stellvertretende Sekretär des Ständigen Komitees der Russisch-Belarussische Union, der Generaldirektor der Eurasischen Wirtschaftsgemeinschaft (bis 2015) und der ständige Vertreter Russlands bei der NATO. FSB-Agenten sind auch in Wirtschaftsunternehmen vertreten, auffallend oft in den Vorständen von Erdgas- und Erdölunternehmen, wie Gazprom, Rosneft, Slavneft, Sibur, Itera und Nowatek. Bedeutende private Ölkonzerne wie Yukos und Sibneft wurden unter Putins Präsidentschaft von den staatlichen Firmen Rosneft und Gazprom übernommen und stehen damit ebenfalls unter dem Einfluss des FSB.

### Massenüberwachung
Im August 2006 verfügte die russische Regierung verfassungswidrig, dass der FSB und das Innenministerium unbegrenzten Zugriff auf Datenbanken von Telekommunikationsgesellschaften erhalten. Die Staatsorgane können derart sehen, wer mit wem wie lange und wo telefoniert, und bekommen so einen beträchtlichen Einblick in die Privatsphäre der russischen Bürger.

## Sonstiges
- Ein 35-jähriges Mitglied der russischen Botschaft in Berlin, das laut deutschen Sicherheitsbehörden ein getarnter FSB-Mitarbeiter war, starb Mitte Oktober 2021 nach einem Fenstersturz aus einer Wohnung der Botschaft. Die Umstände des Todes sind ungeklärt. Teile der russischen Opposition sehen bei dem zu Tode gekommenen Mann eine Verbindung zum Mordfall Selimchan Changoschwili. Der Mord an Changoschwili wurde laut einem deutschen Gericht von Russland beauftragt.[33][34]
- Im April 2022 behauptete der russische Präsident Wladimir Putin, dass der FSB ein von ukrainischen Neonazis geplantes Attentat auf Wladimir Solowjow gestoppt habe. Die vom FSB veröffentlichten Aufnahmen, die angeblich sichergestellte Beweise einer dazu angeblich stattgefundenen Razzia zeigen, riefen in internationalen Medien Erwägungen hervor, dass die Aufnahmen inszeniert seien und die Geschichte unwahr ist. Die angeblich sichergestellten  Beweise, die Zweifel an der Echtheit der Razzia hervorriefen, waren drei Sims-Spiele, abgelaufene ukrainische Reisepässe und ein Buch, das mit „Unterschrift unleserlich“ signiert war.[35][36][37]
- Wadim Nikolajewitsch Krassikow, der zu lebenslanger Haft wegen des Tiergartenmords verurteilte Täter, war Teil der auf Anti-Terror-Einsätze spezialisierten Eliteeinheit „Alpha“ des FSB.[38]

## Leiter des FSB
- Wiktor Pawlowitsch Barranikow (1992–1993) (MB)
- Nikolai Michailowitsch Goluschko (1993–1994) (MB, FSK)
- Sergei Wadimowitsch Stepaschin (1994–1995) (FSK, FSB)
- Michail Iwanowitsch Barsukow (1995–1996) (FSB)
- Nikolai Dmitrijewitsch Kowaljow (1996–1998) (FSB)
- Wladimir Wladimirowitsch Putin (1998–1999) (FSB)
- Nikolai Platonowitsch Patruschew (1999–12. Mai 2008) (FSB)
- Alexander Wassiljewitsch Bortnikow (seit 12. Mai 2008) (FSB)

Sergei Borissowitsch Koroljow wurde am 24. Februar 2021 vom russischen Präsidenten Wladimir Putin zum ersten stellvertretenden Direktor des FSB ernannt.